# Thuế Việt Nam

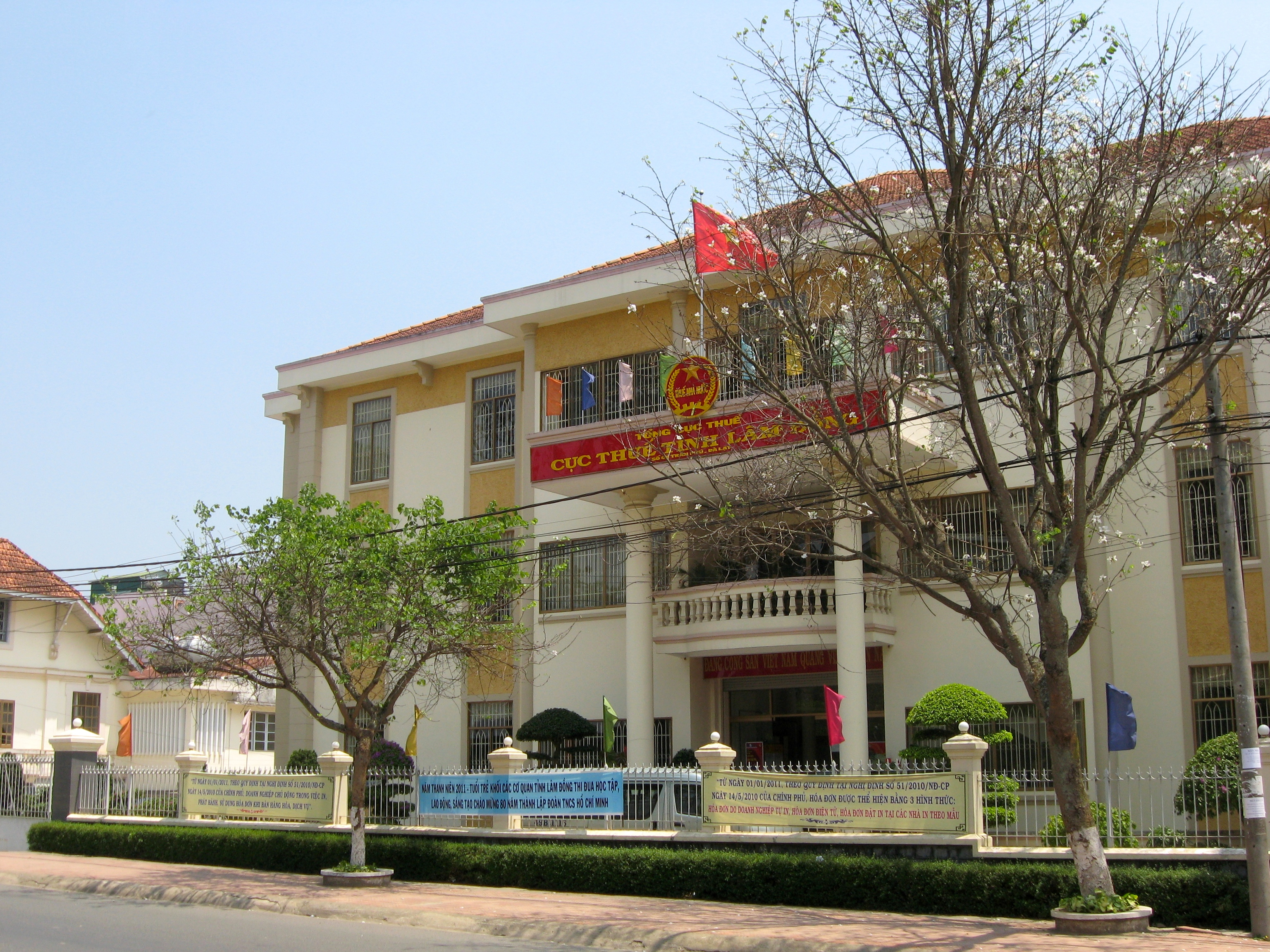
Trụ sở Cục thuế tỉnh Lâm Đồng tại thành phố Đà Lạt.

Hệ thống thuế ở Việt Nam là một hệ thống thuế gồm khoảng tám loại thuế và khoảng hơn 100 loại phí và lệ phí được quản lý tập trung.

## Tổng quan

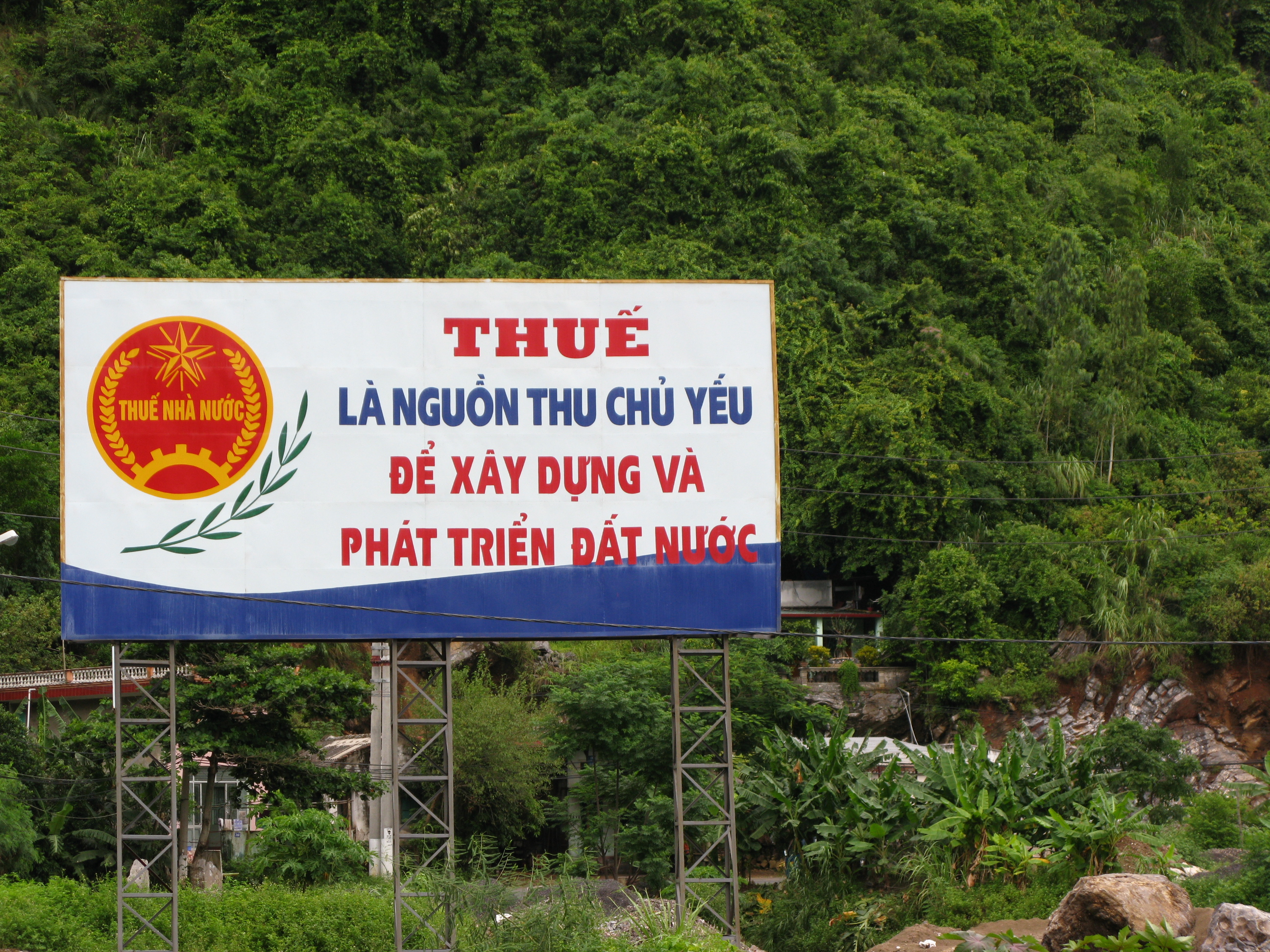
Một áp phích giáo dục nghĩa vụ thuế ở Việt Nam.

Mọi nguồn thu từ thuế và lệ phí ở Việt Nam đều do Quốc hội Việt Nam hoặc Ủy ban Thường vụ Quốc hội đặt ra bằng luật và pháp lệnh, và được thu bởi Tổng cục Thuế Việt Nam thông qua các cơ quan thu của nó là các cục thuế, chi cục thuế, phòng thuế, đội thuế, bởi Tổng cục Hải quan Việt Nam thông qua các cơ quan của nó là cục hải quan, chi cục hải quan, và các cán bộ chuyên môn được ủy quyền khác ở khắp các địa phương trong cả nước. Đối với các phí và lệ phí, các cơ quan thu thuộc các bộ, ngành, chính quyền địa phương có liên quan được ủy quyền thu.
Về danh nghĩa, mức thuế (thuế suất) do Quốc hội Việt Nam quy định. Song trên thực tế, các mức thuế là do Chính phủ đề nghị với sự tư vấn của Bộ Tài chính mà cụ thể hơn nữa là Tổng cục Thuế. Đối với một số sắc thuế, như thuế xuất nhập khẩu, Quốc hội cho phép Chính phủ tự điều chỉnh khi cần thiết. Riêng các phí và lệ phí là nguồn thu của chính quyền địa phương, chính quyền địa phương có quyền quyết định mức.
Hệ thống thuế ở Việt Nam không chia thành các sắc thuế quốc gia và các sắc thuế địa phương như ở nhiều nước. Tuy nhiên, Luật Ngân sách Nhà nước số 01/2002/QH11 Lưu trữ ngày 26 tháng 4 năm 2009 tại Wayback Machine có quy định một số sắc thuế là nguồn thu mà chính quyền trung ương được hưởng 100%, một số sắc thuế và lệ phí mà chính quyền địa phương được hưởng 100%, và một số sắc thuế mà chính quyền các cấp chia nhau tùy theo tình hình từng địa phương.

## Đặc điểm
Hệ thống thuế Việt Nam có một số đặc điểm sau:
- Thuế nhập khẩu đóng góp tới 1/3 tổng thu ngân sách nhà nước. Tuy nhiên, khoản thu này đang giảm đi do các hiệp định tự do hóa thương mại mà Việt Nam đang tham gia.[1]
- Thu từ thuế gián thu chiếm tỷ trọng lớn trong đóng góp ngân sách nhà nước, 46% trong giai đoạn 2001-2005.[2] Các loại thuế gián thu ở Việt Nam bao gồm thuế xuất khẩu-nhập khẩu, thuế giá trị gia tăng, thuế tiêu thụ đặc biệt, phí xăng, dầu.

## Danh sách
| Loại thuế                                                                                              | Luật, pháp lệnh                                                                                              | Nguồn thu của                                  |
| --- | --- | ---------------------------------------------- |
| Thuế giá trị gia tăng hàng hóa nhập khẩu                                                               | Luật thuế giá trị gia tăng số 13/2008/QH12                                                                   | Chính quyền trung ương                         |
| Thuế xuất-nhập khẩu                                                                                    | Luật thuế xuất khẩu, thuế nhập khẩu số 45/2005/QH11                                                          | Chính quyền trung ương                         |
| Thuế tiêu thụ đặc biệt hàng hóa nhập khẩu                                                              | Luật thuế tiêu thụ đặc biệt số 27/2008/QH12                                                                  | Chính quyền trung ương                         |
| Thuế thu nhập doanh nghiệp của các đơn vị hạch toán toàn ngành                                         | Luật thuế thu nhập doanh nghiệp số 14/2008/QH12                                                              | Chính quyền trung ương                         |
| Thuế từ dầu khí                                                                                        | Nghị định số 05/2009/NĐ-CP                                                                                   | Chính quyền trung ương                         |
| Thuế giá trị gia tăng, không kể thuế giá trị gia tăng hàng hoá nhập khẩu                               | Luật Thuế giá trị gia tăng số 13/2008/QH12                                                                   | Chính quyền trung ương, chính quyền địa phương |
| Thuế thu nhập doanh nghiệp, không kể thuế thu nhập doanh nghiệp của các đơn vị hạch toán toàn ngành    | Luật thuế thu nhập doanh nghiệp số 14/2008/QH12, Luật thuế thu nhập cá nhân số 04/2007/QH12                  | Chính quyền trung ương, chính quyền địa phương |
| Thuế thu nhập cá nhân                                                                                  | Luật thuế thu nhập cá nhân số 04/2007/QH12                                                                   | Chính quyền trung ương, chính quyền địa phương |
| Thuế chuyển lợi nhuận ra nước ngoài, không kể thuế chuyển lợi nhuận ra nước ngoài từ lĩnh vực dầu, khí | Luật thuế thu nhập doanh nghiệp số 14/2008/QH12                                                              | Chính quyền trung ương, chính quyền địa phương |
| Thuế tiêu thụ đặc biệt thu từ hàng hóa, dịch vụ trong nước                                             | Luật thuế tiêu thụ đặc biệt số 27/2008/QH12                                                                  | Chính quyền trung ương, chính quyền địa phương |
| Thuế nhà, đất                                                                                          | Pháp lệnh số 34/L/CTN, Thông tư 71/1002/TT-BTC                                                               | Chính quyền địa phương                         |
| Thuế tài nguyên, không kể thuế tài nguyên thu từ dầu, khí                                              | Nghị định số 05/2009/NĐ-CP                                                                                   | Chính quyền địa phương                         |
| Thuế môn bài                                                                                           | Nghị định số 75/2002/NĐ-CP, Thông tư số 42/2003/TT-BTC Lưu trữ ngày 29 tháng 12 năm 2013 tại Wayback Machine | Chính quyền địa phương                         |
| Thuế chuyển quyền sử dụng đất                                                                          | Luật thuế thu nhập cá nhân số 04/2007/QH12                                                                   | Chính quyền địa phương                         |
| Thuế sử dụng đất nông nghiệp                                                                           | Luật thuế sử dụng đất nông nghiệp, Nghị quyết số 15/2003/QH11                                                | Chính quyền địa phương                         |

Việc phân chia nguồn thu các sắc thuế mà chính quyền địa phương được hưởng giữa các chính quyền tỉnh, huyện, xã trong một tỉnh do chính quyền tỉnh quy định.
Theo danh mục lệ phí và phí ban hành kèm theo Pháp lệnh phí và lệ phí số 38/2001/PL-UBTVQH10, có khoảng 73 loại phí và 42 loại lệ phí.
Thu từ phí xăng, dầu là nguồn thu phân chia giữa chính quyền trung ương và chính quyền địa phương. Lệ phí trước bạ, các khoản phí, lệ phí từ các hoạt động sự nghiệp là nguồn thu của chính quyền địa phương.

## Mã số thuế (MST) của doanh nghiệp
Tại Việt Nam, mỗi một doanh nghiệp được cấp một mã số thuế (MST) bao gồm có 10 ký tự chữ số.
Các chi nhánh và văn phòng đại diện của doanh nghiệp đó được cấp MST bao gồm có 13 ký tự chữ số, trong đó 10 ký tự đầu tiên giống như MST của doanh nghiệp mẹ, tiếp theo là 3 ký tự chữ số thể hiện số thứ tự của chi nhánh hoặc văn phòng đại diện đó, bắt đầu từ 001, tính theo thứ tự thành lập.
Các địa điểm kinh doanh của doanh nghiệp đó không có MST riêng, mà được cấp mã địa điểm kinh doanh bao gồm 5 ký tự chữ số, bắt đầu từ 00001.
Trong MST của doanh nghiệp (10 chữ số), thì 2 chữ số đầu tiên thể hiện mã tỉnh/thành phố nơi doanh nghiệp đó được thành lập. Trường hợp doanh nghiệp thay đổi địa điểm đặt trụ sở chính từ tỉnh/thành phố này sang tỉnh/thành phố khác, thì MST vẫn giữ nguyên, cho dù thay đổi cơ quan Thuế quản lý sang tỉnh/thành phố khác.
Các doanh nghiệp có nghĩa vụ khai thuế nhà thầu nước ngoài (NTNN) thay cho các NTNN thì sẽ được cấp thêm MST riêng có 10 chữ số, dùng để khai thuế cho các NTNN.

### Mã tỉnh/thành phố của MST doanh nghiệp
| 0x                  | 1x              | 2x             | 3x                  | 4x               | 5x               | 6x             |
| ------------------- | --------------- | -------------- | ------------------- | ---------------- | ---------------- | -------------- |
|                     | 10 - Thái Bình  | 20 - Cà Mau    | 30 - Hà Tĩnh        | 40 - Quảng Nam   | 50 - Tuyên Quang | 60 - Đắk Lắk   |
| 01 - TP Hà Nội      | 11 - Long An    | 21 - Trà Vinh  | 31 - Quảng Bình     | 41 - Bình Định   | 51 - Hà Giang    | 61 - Kon Tum   |
| 02 - TP Hải Phòng   | 12 - Tiền Giang | 22 - Sóc Trăng | 32 - Quảng Trị      | 42 - Khánh Hòa   | 52 - Yên Bái     | 62 - Lai Châu  |
| 03 - TP Hồ Chí Minh | 13 - Bến Tre    | 23 - Bắc Ninh  | 33 - Thừa Thiên-Huế | 43 - Quảng Ngãi  | 53 - Lào Cai     | 63 - Hậu Giang |
| 04 - TP Đà Nẵng     | 14 - Đồng Tháp  | 24 - Bắc Giang | 34 - Bình Thuận     | 44 - Phú Yên     | 54 - Hòa Bình    | 64 - Đắk Nông  |
| 05 - Hà Tây (cũ)    | 15 - Vĩnh Long  | 25 - Vĩnh Phúc | 35 - Vũng Tàu       | 45 - Ninh Thuận  | 55 - Sơn La      |                |
| 06 - Nam Định       | 16 - An Giang   | 26 - Phú Thọ   | 36 - Đồng Nai       | 46 - Thái Nguyên | 56 - Điện Biên   |                |
| 07 - Hà Nam         | 17 - Kiên Giang | 27 - Ninh Bình | 37 - Bình Dương     | 47 - Bắc Kạn     | 57 - Quảng Ninh  |                |
| 08 - Hải Dương      | 18 - TP Cần Thơ | 28 - Thanh Hóa | 38 - Bình Phước     | 48 - Cao Bằng    | 58 - Lâm Đồng    |                |
| 09 - Hưng Yên       | 19 - Bạc Liêu   | 29 - Nghệ An   | 39 - Tây Ninh       | 49 - Lạng Sơn    | 59 - Gia Lai     |                |